# Grande amore
«Grande amore» (рус. Большая любовь) — песня итальянского трио Il Volo, представлявшая страну на музыкальном конкурсе Евровидение 2015. Песня стала победителем на Фестивале итальянской песни в Сан-Ремо 2015 года.

## Информация о песне
Композиция была написана ещё в 2003 году. Она была предложена для фестиваля в Сан-Ремо 2005 года, но была отклонена из-за давнего срока создания. Спустя 12 лет песню на фестивале в Сан-Ремо собирались исполнить участники дуэта Operapop, но они не прошли на фестиваль из-за возрастного ограничения, также её предложили певице Ориетте Берти, но она не могла принять участие в фестивале. После того, как директору фестиваля Карло Конти не понравилась песня, которую собиралось исполнить трио Il Volo, «Grande amore» была передана им на замену. Песня практически не изменилась, за исключением двух строк текста по пожеланию участников трио.
Il Volo выступили с «Grande amore» на фестивале в Сан-Ремо 11 февраля 2015 года и во время финала 14 февраля. «Grande amore» стала победителем, набрав 39,05 % голосов. 19 февраля было объявлено, что Il Volo выступят с «Grande amore» на Евровидении 2015.
10 июля 2015 года вышла версия песни на испанском языке в исполнении Il Volo.

## Позиции в чартах
Чарты
| Чарт (2015)                     | Наивысшая позиция |
| ------------------------------- | ----------------- |
| Италия (FIMI)                   | 1                 |
| Швейцария (Schweizer Hitparade) | 21                |

Сертификации
| Регион                                                                      | Сертификация | Продажи |
| --------------------------------------------------------------------------- | ------------ | ------- |
| Италия (FIMI)                                                               | Платиновый   | 50,000  |
| Данные о продажах + прослушиваниях приведены только на основе сертификации. |              |         |